# Yuriko Mikasa
Yuriko, Princesa Mikasa (em japonês: 崇仁親王妃百合子; nascida Yuriko Takagi; Tóquio, 4 de junho de 1923 – Chuo, 15 de novembro de 2024) foi um membro da Casa Imperial do Japão como a viúva de Takahito, príncipe Mikasa, o quarto filho do imperador Taisho e da imperatriz Teimei. A princesa era a última tia paterna sobrevivente do imperador emérito Akihito, e foi a decana da Família Imperial e a última dos seus membros que nasceu no período Taishō.

## Biografia
Nascida Yuriko Takagi, ela era a segunda filha do ex-visconde Masanari Takagi.
Graduou-se pela Academia das Mulheres de Gakushuin em 1941. Em 22 de outubro daquele mesmo ano, ela se casou com o príncipe Mikasa (Takahito), o filho caçula do Imperador Taishō e da Imperatriz Teimei.

### Filhos
O casal teve cinco filhos, dos quais duas ainda estão vivas. As duas filhas deixaram a Casa Imperial com seus casamentos.
- Yasuko Konoe (anteriormente princesa Yasuko de Mikasa), nascida em 26 de abril de 1944; casou-se em 16 de dezembro de 1966 com Tadateru Konoe, irmão mais novo do ex-primeiro-ministro Morihiro Hosokawa e neto adotado (e herdeiro) do ex-primeiro ministro Fumimaro Konoe, atualmente presidente da Cruz Vermelha Japonesa; tem um filho, Tadahiro.
- Príncipe Tomohito de Mikasa, nascido em 5 de janeiro de 1946 e morto em 6 de junho de 2012; casou-se em 7 de novembro de 1980 com Nobuko Asō, terceira filha de Takakichi Asō, presidente da Aso Cement Co., e sua esposa, Kazuko, filha do ex-primeiro ministro Shigeru Yoshida; teve duas filhas.
- Yoshihito, príncipe Katsura, nascido em 11 de fevereiro de 1948 e morto em 8 de junho de 2014. Não se casou.
- Masako Sen (anteriormente princesa Masako de Mikasa), nascida em 23 de outubro de 1951; casou-se em 14 de outubro de 1983 com Sōshitsu Sen, filho mais velho de Hansō Sōshitsu, e atualmente o décimo sexto grão-mestre hereditário da escola japonesa de cerimônias de chá Urasenke; tem dois filhos, Akifumi e Takafumi, e uma filha, Makiko.
- Norihito, príncipe Takamado, nascido em 29 de dezembro de 1954 e morto em 21 de novembro de 2002. Casou-se em 6 de dezembro de 1984 com Hisako Tottori, filha mais velha de Shigejiro Tottori, ex-presidente da Mitsui & Co. na França; e teve três filhas.

### Deveres imperiais
A princesa Mikasa foi presidente e presidente de honra de diversas organizações ligadas à preservação da cultura japonesa. Ela e seu marido foram também vice-presidentes de honra da Sociedade da Cruz Vermelha do Japão.
A Princesa Mikasa também costumava acompanhar o Príncipe Mikasa em suas viagens ao exterior e, em 1958, viajou com este ao Brasil, por ocasião do 50.° aniversário da imigração japonesa. Eles foram o primeiro casal imperial que visitou o Paraná, na cidade de Londrina. Lá, plantaram um pinheiro japonês e uma seringueira, simbolizando a união entre as duas nações. Também se iniciou a construção do Colégio Agrícola de Apucarana.

### Saúde e morte
Depois de apresentar sintomas de anemia, a princesa Mikasa passou por uma cirurgia para a remoção de um câncer glandular no intestino grosso, em julho de 2007. Foram removidos cerca de 30 cm do órgão.
Teve uma cirurgia para a implantação de um marca-passo, em 1999.
Em 14 de novembro de 2024, o Grande Administrador da Agência da Casa Imperial, Yasuhiko Nishimura, relatou que Yuriko estava perdendo a consciência. À tarde, as Princesas Akiko, Hisako e Tsuguko visitaram.
Em 15 de novembro, às 6h32 (horário do Japão), a princesa Mikasa morreu aos 101 anos.

## Títulos e estilos
Yuriko foi denominado como "Sua Alteza Imperial a princesa Mikasa". Antes de seu casamento, como uma filha do visconde Masanari Takagi ela foi denominada como "A Madame Yuriko Takagi".